# Storbritannien i olympiska sommarspelen 1952
Storbritannien deltog med 257 deltagare vid de olympiska sommarspelen 1952 i Helsingfors. Totalt vann de en guldmedalj, två silvermedaljer och åtta bronsmedaljer.

## Medaljer

### Guld
- Harry M. Llewellyn, Douglas N. Stewart och Wilfried H. White - Ridsport, hoppning.

### Silver
- Sheila Lerwill - Friidrott, höjdhopp.
- Charles Currey - Segling, finnjolle.

### Brons
- Kenneth Richmond - Brottning, fristil, tungvikt.
- Ronald Stretton, Donald Burgess, George Newberry och Alan Newton - Cykling, lagförföljelse.
- McDonald Bailey - Friidrott, 100 meter.
- John Disley - Friidrott, 3 000 meter hinder.
- Sylvia Cheeseman, June Foulds, Jean Desforges och Heather Armitage - Friidrott, 4 x 100 meter stafett.
- Shirley Cawley - Friidrott, längdhopp.
- Denys Carnill, John Cockett, John Conroy, Graham Dadds, Derek Day, Dennis Eagan, Robin Fletcher, Roger Midgley, Richard Norris, Neil Nugent, Anthony Nunn, Anthony John Robinson och John Paskin Taylor - Landhockey.
- Helen Gordon - Simning, 200 meter bröstsim.